# Henri Amirault
Henri Amirault (Loudun, 10 juni 1834 - Parthenay, 18 januari 1914) was een Franse marineofficier en kunstenaar die op latere leeftijd een faiencefabriek in Parthenay oprichtte.

## Levensloop
Amirault kwam uit een welgestelde familie en schreef zich op zijn zeventiende in aan de École navale, de marineschool. Daar studeerde hij af in april 1854. Aan boord van de Inflexible maakte hij de Krimoorlog mee. In 1859 deed hij dienst op een Frans marineschip in het kader van de Brits-Franse interventie in China. Daarna was hij actief in Vietnam waar Frankrijk een kolonie probeerde te vestigen. In 1862 keerde hij terug naar Frankrijk. Hij keerde al snel terug naar Vietnam als koloniaal ambtenaar, terwijl hij wel in dienst bleef van de marine. Ter plaatse maakte hij kennis met de marineofficier en kunstschilder Henri Zuber (1844-1909). Door hem aangemoedigd maakte Amirault pentekeningen van Vietnam die gepubliceerd werd in de tijdschriften L'Illustration en Le Monde Illustré.
In 1869 huwde hij met Marie-Françoise Dezanneau en vestigde zich in Nantes. Het echtpaar kreeg drie dochters. Zijn vrouw overleed in 1874. Amirault deed dienst in verschillende Franse havens en op opleidingsschepen. In Nantes ging hij om met lokale kunstenaars als Guillaume Grootaers (1816-1882), Emmanuel Lansyer (1835-1893) en Charles Le Roux (1814-1895). In 1876 nam hij ontslag uit de marine en vestigde zich in Parthenay, een stad waar hij een deel van zijn jeugd had doorgebracht. Hij bekwaamde er zich in het schilderen en nam deel aan verschillende tentoonstellingen. Amirault lag aan de basis van de oprichting van een tekenschool in 1887. De eerste directeur van deze school was beeldhouwer Prosper Jouneau (1814-1895).
Met Jouneau richtte Amirault al in 1882 een atelier voor faience op. Amirault trad op als geldschieter. Het atelier kende een moeilijke start en Amirault moest regelmatig nieuw geld pompen in het atelier. In 1892 richtten de twee de firma Société des faïences d'art de Parthenay op maar Jouneau, die tot dan had ingestaan voor de ontwerpen, trad al snel terug. Amirault begon zelf stukken te ontwerpen waarbij hij experimenteerde met nieuwe vormen. Vanaf 1902 kon hij beroep doen op de getalenteerde en ervaren ontwerper Édouard Knoëpflin, die de art-nouveaustijl introduceerde in de ontwerpen. Amirault droeg hem ook de leiding van de fabriek over. De Société des faïences d'art de Parthenay telde nooit meer dan een twintigtal werknemers en kende wel artistiek maar geen financieel succes. De firma sloot de deuren in 1910. In 1914, bij zijn overlijden, had Amirault nog steeds schulden. Zijn bezittingen werden openbaar geveild.
In 1864 werd Amirault benoemd tot ridder in het Légion d'Honneur.

## Werk
Van Amirault zijn minder dan dertig schilderijen bekend. Zijn stijl werd erg beïnvloed door zijn vriend Charles Le Roux en ligt in lijn van de School van Barbizon. In 1879 exposeerde hij op de Salon des artistes contemporains (Parijs); en in 1887 op de Exposition nationale artistique et archéologique (Poitiers). Ook nam hij deel aan regionale tentoonstellingen in Niort en Rochefort.
De faience ontworpen door Amirault draagt de initialen 'AP'. Aanvankelijk bouwde Amirault verder op ontwerpen van de klassiek geschoolde Jouneau. Van meer massieve ontwerpen schakelde Amirault over op elegantere ontwerpen met veel versieringen.